# 比利亚拉尔托
比利亚拉尔托，是西班牙安达卢西亚自治区科尔多瓦省的一个市镇。总面积24平方公里，总人口1465人（2001年），人口密度61人/平方公里。